# Pierre de Gand

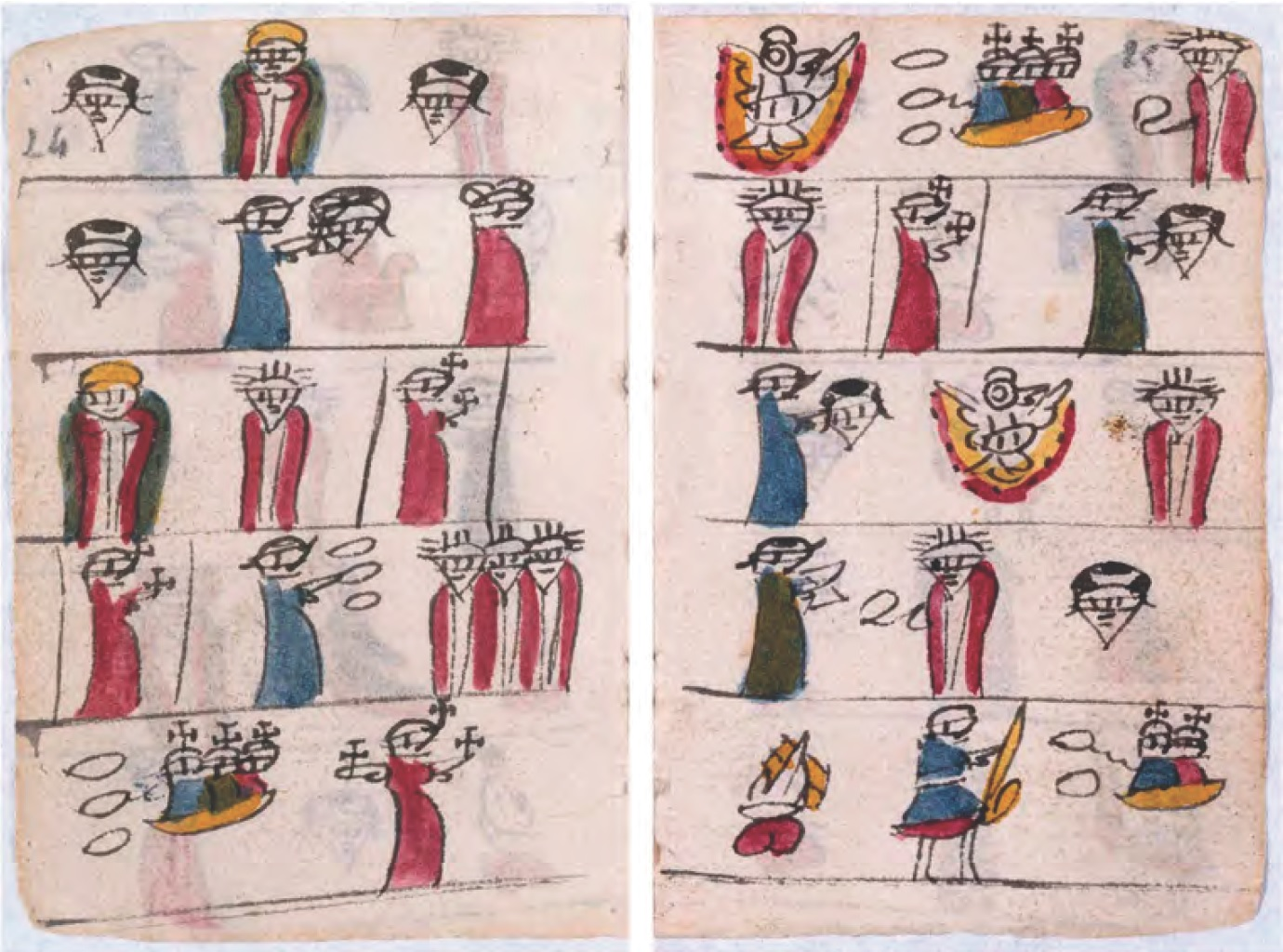
La Sainte Trinité expliquée par rébus dans le catéchisme de Pierre de Gand.

Pierre de Gand, né Peeter van der Moere vers 1480 à Idegem, près de Grammont (Belgique), et mort le 19 avril 1572 à Mexico est un frère franciscain flamand, missionnaire au Mexique. Il fut parmi les premiers missionnaires chrétiens du Nouveau Monde, et y a fondé la première école de type européen. 

## Biographie
Selon certains historiens, Pierre van der Moere serait un fils illégitime de l’empereur Maximilien I. Formé à l’école des Frères de la vie commune, Pierre van der Moere devient franciscain au monastère de Gand. De cela lui viendra le nom par lequel il est connu au Mexique, ‘Pedro de Gante’.
Répondant à l’invitation faite par Léon X dans la bulle Alias felicis encourageant l’envoi de franciscains au ‘Nouveau Monde’ récemment ‘découvert’, Pierre fait la traversée de l’Atlantique, de Séville à Veracruz, arrivant ainsi en  Nouvelle-Espagne (Mexique), conquise par les Espagnols sur les Aztèques deux ans plus tôt. Il y restera actif de 1523 à sa mort en 1572.
Dès 1526, il organise une participation chantée et dansée des Indiens à la célébration de Noël, mixant les traditions de la devotio moderna, de la polyphonie franco-flamande et du cuicatl (cantar nahuatl). En 1527le franciscain Juan Caro entame l'enseignement du plain-chant et de la polyphonie, en castillan.
Pierre de Gand fonde l’école de San José de los Naturales, où, déjà en 1532, 500 à 600 garçons reçoivent un enseignement quotidien. Pour un travail d’évangélisation plus efficace il privilégie l’enseignement aux fils des chefs coutumiers. Seuls les ‘bons élèves’ y sont autorisés à entrer en contact avec le monde extérieur. Dans son école une place importante est donnée à l’étude de la musique, sa théorie comme sa pratique. On y apprend également à y fabriquer des instruments de musique.
Lui-même prend la peine d’étudier la langue des Aztèques, le Nahuatl, pour pouvoir leur enseigner dans leur langue. Pour son enseignement religieux, il compose un catéchisme illustré original. Sous forme de dessins coloriés (et rébus) on y apprend, entre autres, comment faire un signe de croix, et dire les prières principales. Son enseignement religieux est fort marqué de la ‘Devotio moderna’ qu’il connut dans sa jeunesse.

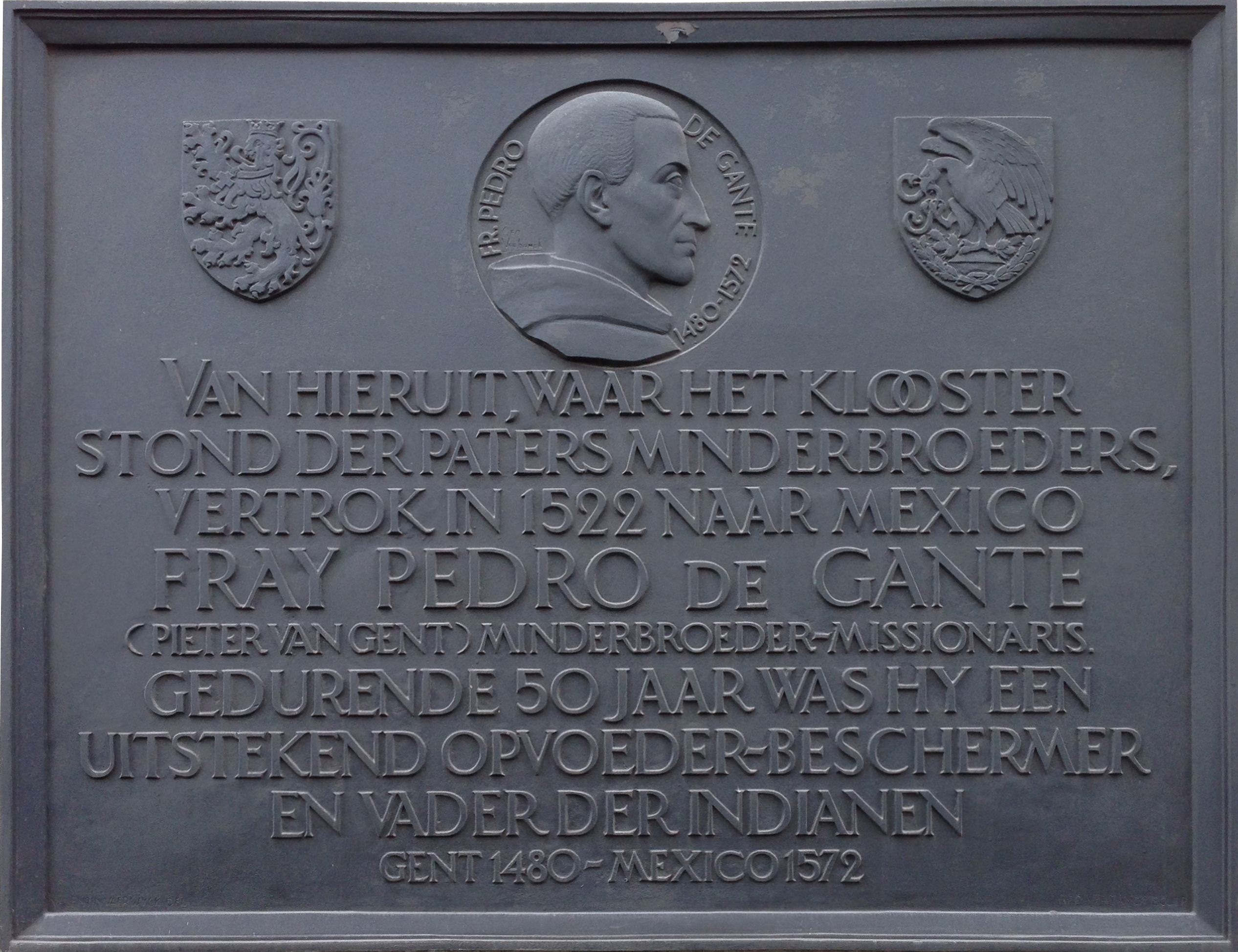
Plaque commémorative sur l'ancien couvent des franciscains à Gand.

Ne se cantonnant pas dans le domaine religieux, il ouvre des écoles d’art et des hôpitaux pour la population indigène de la Nouvelle-Espagne. Il construit plusieurs églises également, dont celle de Texcoco édifiée sur les fondations d’un ancien temple aztèque. Il se montre plusieurs fois être un protecteur effectif des Indiens contre la cruauté des conquérants espagnols. Fidèle à l’idéal franciscain de vie humble et pauvre, il refuse trois fois d’être ordonné prêtre. Il refusera également d’être nommé à la tête du diocèse de Mexico, à la mort de Juan de Zumarraga.
‘Pierre de Gand’ meurt le 15 avril 1572 à Mexico. Son travail y est poursuivi par son élève et disciple Diego Valadés. 

## Écrits
- Ediciones Doctrina Christiana en Lengua Mexicana. Per signum crucis. Icamachiotl cruz yhuicpain toya chua Xitech momaquixtili Totecuiyoc diose. Ica inmotocatzin. Tetatzin yhuan Tepilizin yhuan Spiritus Sancti. Amen Jesús (première édition), México: Juan Pablos, c.1547. Deuxième édition, Anvers, 1553. Édition en fac-similé avec commentaires: México, 1981.
- Catecismo de la doctrina cristiana con jeroglíficos, para la enseñanza de los indios de México, édition en fac-similé avec introduction de Federico Navarro, Madrid, 1970.
- Justino Cortés Castellanos: El catecismo en pictogramas de Fr. Pedro de Gante, Madrid, 1987.
- Cartas, versos religiosos en mejicano, Mexico, 1941.
- Cartas de Fr. Pedro de Gante, (éd.: Fidel de Jesús Chauvet), Mexico, 1951.